# فرودگاه شهرستان هارن
فرودگاه شهرستان هارن (به انگلیسی: Hearne Municipal Airport) یک فرودگاه همگانی بهره‌برداری هوایی است که یک باند فرود آسفالت دارد و طول باند آن ۱۲۲۰ متر است. این فرودگاه در شهر هرنه، تگزاس کشور ایالات متحده آمریکا قرار دارد و در ارتفاع ۸۷ متری از سطح دریا واقع شده‌است.